# ニコロ・グリマルディ

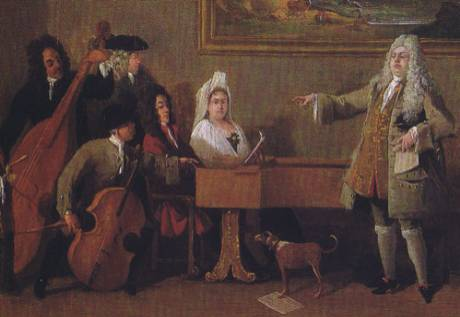
オペラ・リハーサルの絵（マルコ・リッチ画、1709年ごろ）。右側に立っているのがニコリーニ

ニコロ・グリマルディ（Nicolò Grimaldi、1673年4月5日受洗 - 1732年1月1日）はイタリアのカストラート歌手。名はニコラ（Nicola）とも。ニコリーニ（Nicolini）のニックネームで知られる。
18世紀はじめのロンドンで活躍し、イギリスでイタリアオペラが流行するのに重要な役割を果たした。

## 生涯
グリマルディはナポリで生まれ、ナポリ音楽院の前身のひとつであるピエタ・デイ・トゥルキーニ音楽院で、フランチェスコ・プロヴェンツァーレに学んだ。1685年、12歳のときにナポリのフィオレンティーニ劇場でデビューしている。当時はソプラノだったが、後に音が下がってアルト・カストラートになった。ナポリを中心としてイタリア各地で活動し、1705年にヴェネツィアで聖マルコ騎士に叙勲された。とくにアレッサンドロ・スカルラッティの作品を多く演じている。
1708年にロンドンに移り、同年12月14日にロンドンの女王劇場でアレッサンドロ・スカルラッティ『ピロとデメトリオ』の英語・イタリア語折衷版 (Pyrrhus and Demetrius) によってデビューしている。1709年に女王劇場の支配人だったスウィニー (Owen Swiny) と3年間の雇用契約を結んだ。1710年にはフランチェスコ・マンチーニの『忠実なイダスペ  (Hydaspes (Mancini)) 』を上演したが、これはイギリスで全曲イタリア語で上演された最初のオペラだった。この作品でニコリーニは主役を演じ、作り物のライオンとの格闘シーンで話題になった。1711年2月24日にはヘンデルの『リナルド』が初演され、タイトルロールのリナルドを演じたニコリーニの名歌唱のおかげもあってシーズン中15回の上演を重ねる成功作となった。『リナルド』はヘンデルがロンドンで初演した最初のオペラであり、またイギリスではじめて上演された完全に新作のイタリアオペラだった。同年ニコリーニらはダブリンを訪れて、ここでも『リナルド』を上演した。
契約を終えたニコリーニはロンドンを離れて1712年から翌年にかけてヴェネツィアで公演し、1713年にナポリに戻ってサン・バルトロメオ劇場で活動した。しかし1715年になると再びロンドンに復帰し、ヘンデルの『ゴールのアマディージ』のタイトルロールを演じた。1717年までロンドンに滞在した。その後は主にヴェネツィアとナポリで活動した。
1731年末、ナポリのサン・バルトロメオ劇場で上演する予定の『サルスティア』（ペルゴレージの最初のオペラ）のリハーサル中に急病で倒れ、まもなく死亡した。